# Албърт Колинс
Албърт Колинс (Albert Collins) е американски блус музикант и певец. Изявява се като китарист, понякога и като свирач на хармоника, главно в жанровите рамки на електрик блуса. Звукозаписната му кариера започва през 60-те години в Хюстън, и с натрупването на авторитет и слава излиза на сцени в Северна Америка, Европа, Япония и Австралия. Приемник е на много прякори, сред тях „Ледения“, „Маестрото на телекастера“ и „Острието на бръснача“.

## Биография
Роден е в Лиона, щата Тексас, на 1 октомври 1932 година. Далечен роднина е на Лайтнин Хопкинс. Израства, като придобива знания за музиката и свири на китара. Семейството му се мести да живее в Хюстън, пак в Тексас, когато Албърт е на седем години. През 40-те и 50-те години поглъща мелодиите и подстиловете на блуса, произхождащи от Тексас, Мисисипи и Чикаго. Стилът му скоро след това се покрива с тези звуци. Често посочва като свои влияния Джон Лий Хукър, органиста Джими Макгриф, Хопкинс, Гитар Слим и Клерънс Браун – Гейтмаут.
Колинс сформира първата си група през 1952 година, когато е на 20 години. Две години по-късно той вече е основен музикант в няколко клуба за блус в Хюстън. С края на 50-те започва да използва Фендер Телекастър. По-късно се спира на Фендер Телекастър от 1966 година, специална изработка, с добавен слой от клен.
Колинс започва да записва през 1958 година и издава сингли, включително много инструментали като продалата един милион Frosty (1962), чрез лейбъли като Кенгару и Холуей. Много от тези сингли са събрани в албума The Cool Sounds of Albert Collins на лейбъла Ти Си Еф Хол (по-късно преиздадени като Truckin' With Albert Collins на Блу Тъмб). През пролетта на 1965 година отива в Канзас, щата Мисури, и печели добра репутация. Там среща и бъдещата си съпруга, Гуендолин.
Много от звукозаписните студия в Канзас вече са затворили с настъпването на средата на 60-те. Тъй като няма възможност да записва, Колинс отива в Калифорния. Живее за кратко в Пало Алто, щата Калифорния, преди да се измести в Лос Анджелис. Свири на много от сцените на Западното крайбрежие, които имат популярност сред контракултурата. В началото на 1969 година, след концерт с Кенд Хийт, членовете на тази група го представят на Либърти Рекърдс. В знак на благодарност, заглавието на първия албум на Колинс, Love Can Be Found Anywhere, е взето от текста на Fried Hockey Boogie. Колинс записва и издава първия си албум чрез Импириъл Рекърдс, побратимен на Либърти лейбъл, през 1968 година.
Колинс остава в Калифорния още пет години и има популярност по комбинирани с други изпълнители прояви във Филмор и Уинтърленд. Той подписва с Алигейтър Рекърдс през 1977 г. и записва Ice Pickin'. Записва още седем албума с този лейбъл, преди да подпише с Пойнт Бланк Рекърдс през 1990 година.
През 80-те и началото на 90-те изнася концерти в Щатите, Канада, Европа и Япония. Става популярен блус музикант и повлиява на творчеството на Коко Монтоя, Робърт Крей, Гари Мур, Деби Дейвис, Стиви Рей Вон, Джони Ланг, Сюзан Тедеши, Кени Уейн Шепард, Джон Мейър и Франк Запа.
През 1983 година печели Наградата на У. К. Хенди за албума Don't Lose Your Cool, койтопечели наградата за най-добър блус албум на годината. През 1987 година, заедно с Робърт Крей и Джони Копланд, печели „Грами“ за албума Showdown! (записан през 1986). През следващата година соловата му творба Cold Snap отново е номинирана за „Грами“. През 1987 г. Джон Зорн го кани да свири на водеща китара в сюита, която композира специално за него, наречена Two-Lane Highway, за албума си Spillane.
Свири заедно с Джордж Торогуд и Бо Дидли на Лайв Ейд през 1985 г., като включва песните The Sky Is Crying и Madison Blues, на Джей Еф Кей Стейдиъм във Филаделфия. Той е единственият чернокож блус музикант.
През 1986 г. Колинс филмира концерта си на живо в Уилтърн Тиътър в Лос Анджелис, заедно с Ета Джеймс и Джо Уолш. Той е включен в Jazzvisions: Jump the Blues Away. Много от поддържащите музиканти са от горния ешелон на Лос Анджелис: Рик Роузас (бас китара), Майкъл Хюи (барабани), Ед Санфорд, Кип Ноубъл (пиано) и Джош Склар (китара).
Колинс е поканен да свири на фестивала „Легендите на китарата“ на Експо 1992 в испанския град Севиля. Там свири и Iceman, главната песен от последния му студиен албум.
За последен път посещава Лондон през март 1993 година. Умира на 24 ноември 1993 година от рак на белия дроб.

## Дискография

### Студийни албуми
- 1965: The Cool Sounds of Albert Collins (Ти Си Еф Хол 8002) (сбирка от ранни сингли)
- 1968: Love Can Be Found Anywhere (Even In A Guitar) (Импириъл LP-12428)
- 1969: Trash Talkin' (Импириъл LP-12438)
- 1970: The Complete Albert Collins (Импириъл LP-12449)
- 1971: There's Gotta Be A Change (Тъмбълуийд 103) – Билборд 200 №196
- 1978: Ice Pickin' (Алигейтър 4713)
- 1980: Frostbite (Алигейтър 4719)
- 1983: Don't Lose Your Cool (Алигейтър 4730)
- 1986: Cold Snap (Алигейтър 4752)
- 1991: Iceman (Пойнтбланк VPBCD 3)

### Съвместни проекти
- 1983: Jammin With Albert – с Рори Галахър
- 1985: Showdown! (Алигейтър 4743) – с Робърт Крей и Джони Копланд – Билборд 200 №124

### Концертни албуми
- 1969 Alive and Cool (записан на живо във Филмор Уест)
- 1979: Albert Collins and Barrelhouse Live (Het Wapen van Heemskerk, Alkmaar, Holland, 28 декември 1978, Munich Records 225)
- 1981: Frozen Alive (Алигейтър 4725)
- 1984: Live In Japan (Алигейтър 4733)
- 1986: Jazzvisions: Jump the Blues Away
- 1989: Albert Collins live (at het wapen van heemskerk, Alkmaar, Holland 1978) BJ-101
- 1992: Albert Collins: Live At Montreux 1992 (Ийгъл Рекърдс)
- 1995: Live '92/'93 (Пойнтбланк 40658) – Top Blues Albums #5
- 2005 The Iceman at Mount Fuji (Фюъл 2000)

### Компилации
- 1969: Truckin' With Albert Collins (Блу Тъмб BTS-8) – преиздаване на The Cool Sounds of Albert Collins
- 1993: Collins Mix: His Best (Пойнтбланк 39097)
- 1997:  Deluxe Edition  (Алигейтър 5601) – колекция от песни от всички албуми на Алигейтър.

### Като гостуващ музикант
- Гари Мур – Still Got the Blues, After Hours и Blues Alive
- Дейвид Бауи – Underground и Labyrinth
- Джак Брус – A Question of Time
- Джон Меял – Wake Up Call
- Би Би Кинг – Blues Summit
- Робърт Крей – Shame and a Sin
- Бранфорд Марсалис – Super Models in Deep Conversation
- Джон Лий Хукър – Mr Lucky
- Джон Зорн – Spillane
- Бъкшот ЛеФонк – Buckshot LeFonque

### Сингли
- Freeze / Collins' Shuffle (Кенгару KA-103/104)
- Soulroad / I Don't Know (Трейси 2003)
- Defrost / Albert's Alley (Грейт Скот 0007/Холуей 1795)
- Sippin' Soda / Homesick (Холуей 1831)
- Frosty / Tremble (Хол 1920)
- Thaw-out / Backstroke (Хол 1925)
- Sno-Cone Part I / Sno-Cone Part II (Ти Си Еф Хол 104)
- Dyin' Flu / Hot 'n Cold (Ти Си Еф Хол 116)
- Don't Lose Your Cool / Frostbite (Ти Си Еф Хол 127)
- Cookin' Catfish / Taking my Time (Туентиът Сенчъри 45 – 6708)
- Ain't Got Time / Got a Good Thing Goin' (Импириъл 66351)
- Do the Sissy / Turnin' On (Импириъл 66391)
- Conversation with Collins / And Then it Started Raining (Импириъл 66412)
- Coon 'n Collards / Do What You Want to Do (Либърти 56184)
- Get Your Business Straight / Frog Jumpin' (Тъмбълуийд 1002) – 1972 – Black Singles №46
- Eight Days on the Road / Stickin' (Тъмбълуийд 1007)
- Blues for Stevie / Guitars that Rule the World (1994)